# Thiviers-Sandstein
Der Thiviers-Sandstein ist eine kambrische Formation des französischen Massif Central. Die Formation bildet Teil der Thiviers-Payzac-Einheit als auch der Génis-Einheit. Sie ist aus ehemaligen rhyodazitischen Vulkaniten hervorgegangen.

## Etymologie
Der Thiviers-Sandstein, Französisch Grès de Thiviers, ist nach seiner Typlokalität benannt, der französischen Gemeinde Thiviers im Nordosten des Départements Dordogne.

## Geographie und Geologie

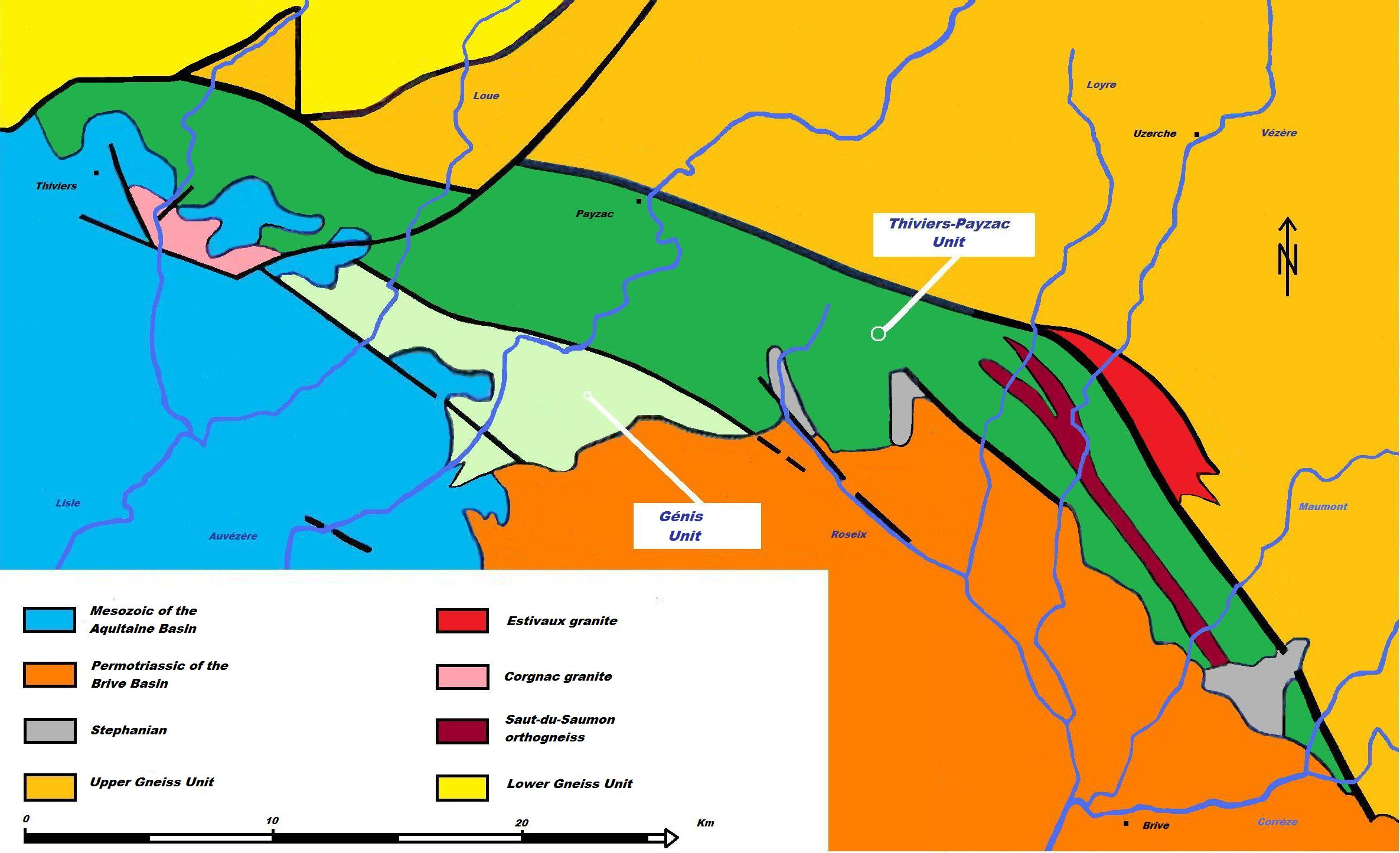
Geologische Übersichtskarte zur Situierung der Thiviers-Payzac-Einheit (in Grün) und der Génis-Einheit (in Hellgrün)

Die Bezeichnung „Sandstein“ ist etwas irreführend, da die Formation eindeutig aus rhyodazitischen Tuffen abgeleitet ist und alle anderen Fazies nur Umwandlungsprodukte darstellen.
Stratigraphisch bildet der Thiviers-Sandstein die tiefstliegende, zu Tage tretende Formation der Thiviers-Payzac-Einheit und beansprucht etwa zwei Drittel ihrer Oberflächenausdehnung. Es handelt sich hierbei um eine vulkanisch-detritische Abfolge kambrischen (und eventuell auch spätneoproterozoischen) Alters. Der tiefere Untergrund der Formation ist nirgendwo aufgeschlossen, es dürfte sich aber um neoproterozoisches Grundgebirge handeln (Glimmerschiefer und Gneise).
Der Thiviers-Sandstein erscheint sowohl in der Thiviers-Payzac-Einheit als auch in der südlich anschließenden Génis-Einheit. Außerdem bildet er die Hauptmasse des südlich vom Grundgebirge abgesetzten, 12 Kilometer langen und 5 Kilometer breiten Horsts von Châtres (mit Châtres-Sandstein).
In der Thiviers-Payzac-Einheit steht die Formation in zwei Antiklinalen an – in der Saint-Cyr-les-Champagnes-Antiklinale im Norden und in der Saint-Mesmin-Antiklinale (bzw. Saint-Sulpice-d’Excideuil-Antiklinale im Westabschnitt) weiter südwärts. Aufschlussgebiet in der Génis-Einheit ist die Fougeyrollas-Antiklinale. Das nördliche Aufschlussband wird im Norden mittels der links verschiebenden Estivaux-Störung gegenüber Gneisen der Oberen und Unteren Gneisdecke abgetrennt. Das südliche Aufschlussband und das Vorkommen der Fougeyrollas-Antiklinale werden im Westen von Liassedimenten des Aquitanischen Beckens verdeckt und tauchen im Osten unter permische Rotsedimente ab.
Insgesamt folgt das externe nördliche Aufschlussband des Thiviers-Sandsteins in etwa einem knapp 70 Kilometer langen Kreisbogensegment – ausgehend von etwas westlich von Thiviers im Norden der Dordogne über Lanouaille, Payzac, Orgnac-sur-Vézère, Donzenac bis etwas östlich von Brive im Département Corrèze. Seine Streichrichtung ist anfänglich WNW-OSO (N110), es biegt jedoch dann östlich der Loyre (nördlich von Orgnac) in die NW-SO-Richtung (N135) ein. Die südlichen Aufschlussbänder sind wesentlich kürzer und streichen – mit Ausnahme des Auslegers von Allassac – Ostsüdost.

## Magmatismus
Der Thiviers-Sandstein beherbergt drei granitische Intrusionen – in seinem Westabschnitt den Corgnac-Granit sowie östlich der Loyre den unterkarbonischen Estivaux-Granit und den unterordovizischen Saut-du-Saumon-Orthogneis.

## Petrologie

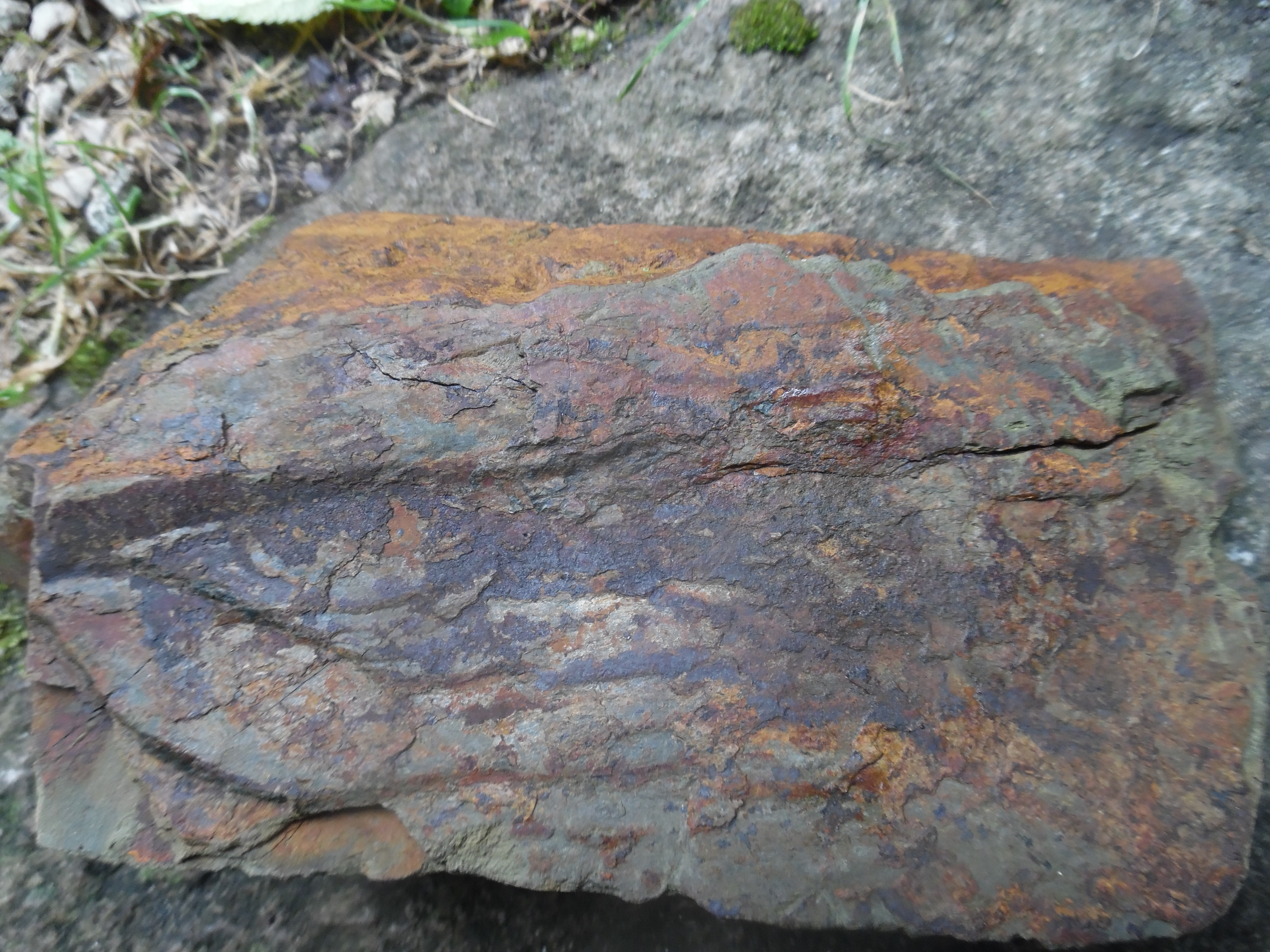
Handstück des Thiviers-Sandsteins vom Isle bei Nantheuil

Petrologisch lassen sich im Thiviers-Sandstein folgende Fazies unterscheiden:
- Rhyodazitische Tuffe, sandige Schiefer und Siltsteine
- mittel- bis grobkörnige Grauwacken
- polygenetische und intraformationelle Konglomerate
- Quarzite.

Der Thiviers-Sandstein wird überdies von zahllosen Doleritgängen im Meterbereich durchsetzt. Eine spezielle Fazies bildet der Allassac-Schiefer, der als Dachschiefer abgebaut wird.
Die rhyodazitischen Tuffe liegen jetzt als dunkle, massige oder dickbankige Gesteine im Meterbereich vor. In einer feinkörnigen Matrix aus Chlorit, Hellglimmer, Quarz und Albit heben sich Quarz, Plagioklas (Albit bzw. Oligoklas) und Epidot als millimetergroße Klasten ab. Akzessorisch treten detritischer Muskovit sowie Mikroklin, Titanit und Calcit hinzu. Folgende Phänomene unterstreichen den explosiven Charakter des vulkanischen Ausgangsgesteins: zerbrochene, eckige, spitzzackige Quarze, eckige Plagioklase und vor allem inkorporierte Gesteinsbruchstücke albitreicher, leukokrater Laven.
Die Schiefer entwickeln sich vor allem im Hangenden der Formation. Sie sind feinkörnige, teils samtig glänzende Gesteine von grauer, grünlicher oder gelblicher Färbung. Ihre Struktur ist lepidoblastisch. Ihre Schieferung verläuft nahezu parallel zur Schichtung. Sie führen die Minerale Quarz, Chlorit, Serizit und gelegentlich Plagioklas.
Die Grauwacken besitzen mineralogisch einen den Tuffen ähnelnden Aufbau, sie sind jedoch mehr quarzbetont und ihre Matrix ist reicher an Phyllosilikaten. Sie dürften aus den Rhyodaziten hervorgegangen sein. Sie unterscheiden sich ferner durch eine restriktivere Korngrößenverteilung und durch einen stärkeren Abrundungsgrad der Klasten.
Die Siltsteine sind dunkelgraue bis schwarze, sehr feinkörnige Gesteine mit Bänken im Dezimeter- bis Meterbereich. Ihre ursprünglichen zentimeterstarken Schichten können zum Teil noch erkannt werden. Sogar Schrägschichtung lässt sich beobachten. Verfilzte Glimmerlamellen (Chlorit, Serizit, Biotit) umgeben 50 μ große gleichkörnige Klasten aus Quarz und Plagioklas. Sie unterscheiden sich abgesehen von der Korngröße geochemisch kaum von den Grauwacken.
Die Konglomerate erscheinen im Hangenden der Formation als meterdicke Linsen. Sie sind intraformationell entstanden und polygenetischen Ursprungs. Sie belegen die Instabilität des damaligen Ablagerungsraumes und kündigen epirogenetische Bewegungen an, welche gegen Ende des Kambriums zum regionalen Auftauchen führten. Die Gerölle sind oft abgeplattet und in der Schieferung gestreckt. Ihre Hauptbestandteile sind rhyodazitische Tuffe und Grauwacken, es sind aber auch noch andere Gesteine vertreten, so beispielsweise mikrolithische Vulkanite, Schiefer reich an Epidot und Quarz, Granophyre und sogar Granitoide.
Die chemische Zusammensetzung der Quarzite ist ebenfalls so gut wie identisch mit den Rhyodaziten. Sie werden zwar als eigenständige Formation abgetrennt (Payzac-Quarzit), stellen aber nur eine höher metamorphe, mesozonale Fazies der Rhyodazite dar. Sie erscheinen entweder als sehr feinkörnige, massige, extrem harte Gesteine von dunkelblauer oder schwarzer Färbung oder als silbergraue bis gelbliche Serizitschiefer. Mineralogisch unterscheiden sie sich von den Rhyodaziten durch das Aufkommen granoblastischer Strukturen, durch chloritisierten Biotit, schwammartigen Almandin und akzessorischen Zirkon.
Die Dolerite bilden 1 bis 15 Meter mächtige Gänge und teils auch Gangscharen innerhalb des Thiviers-Sandsteins. Sie sind dunkelgrüne, feinkörnige, massige und sehr harte Gesteine. Ihr ursprünglich magmatisches Gefüge aus millimetergroßen Plagioklasleisten und Pyroxenen wurde metamorph überprägt. So wurden die primären Pyroxene vollständig durch Amphibol ersetzt und auch der Plagioklas ist manchmal nur noch phantomhaft zu erkennen. Neubildungen sind Chlorit, Epidot, Albit und akzessorischer Quarz.

### Chemische Zusammensetzung
| Oxid Gew. % | Schiefer 1 | Schiefer 2 | Tuff 1 | Tuff 2 | Tuff 3 | Tuff 4 | Grauwacke |
| ----------- | ---------- | ---------- | ------ | ------ | ------ | ------ | --------- |
| SiO2        | 57,50      | 60,90      | 64,40  | 66,30  | 69,60  | 70,40  | 71,75     |
| TiO2        | 0,90       | 0,84       | 0,72   | 0,73   | 0,66   | 0,86   | 0,83      |
| Al2O3       | 18,10      | 18,10      | 15,30  | 14,00  | 13,50  | 13,26  | 15,58     |
| Fe2O3       | 3,70       | 2,35       | 0,70   | 1,85   | 0,85   | 0,20   | 5,07 tot  |
| FeO         | 3,90       | 5,10       | 4,80   | 3,60   | 3,80   | 4,75   |           |
| MnO         | 0,10       | 0,15       | 0,12   | 0,09   | 0,09   | 0,07   | 0,06      |
| MgO         | 3,65       | 2,90       | 2,60   | 2,70   | 2,65   | 2,25   | 1,83      |
| CaO         | 1,10       | 1,35       | 2,45   | 3,30   | 1,50   | 1,40   | 0,21      |
| Na2O        | 2,00       | 1,85       | 4,70   | 3,95   | 3,95   | 3,50   | 3,50      |
| K2O         | 3,70       | 3,80       | 1,75   | 1,45   | 1,25   | 1,60   | 1,66      |
| P2O5        | 0,17       | 0,16       | 0,14   | 0,16   | 0,14   | 0,13   |           |
| H2O−        | 0,10       |            | 0,10   |        | 0,05   | 0,05   |           |
| H2O+        | 4,70       | 2,00       | 2,20   | 2,10   | 2,25   | 1,45   |           |

Die ehemaligen Vulkanite zeigen generell eine dazitische bis rhyolithische Zusammensetzung – eine Ausnahme bilden die an K2O-angereicherten andesitischen Schiefer (shoshonitische Banakite). Die subalkalischen Rhyodazite sind kalkalkalische Gesteine von mittlerem K-Gehalt. Ihr Na-Gehalt ist recht hoch.

## Tektonik

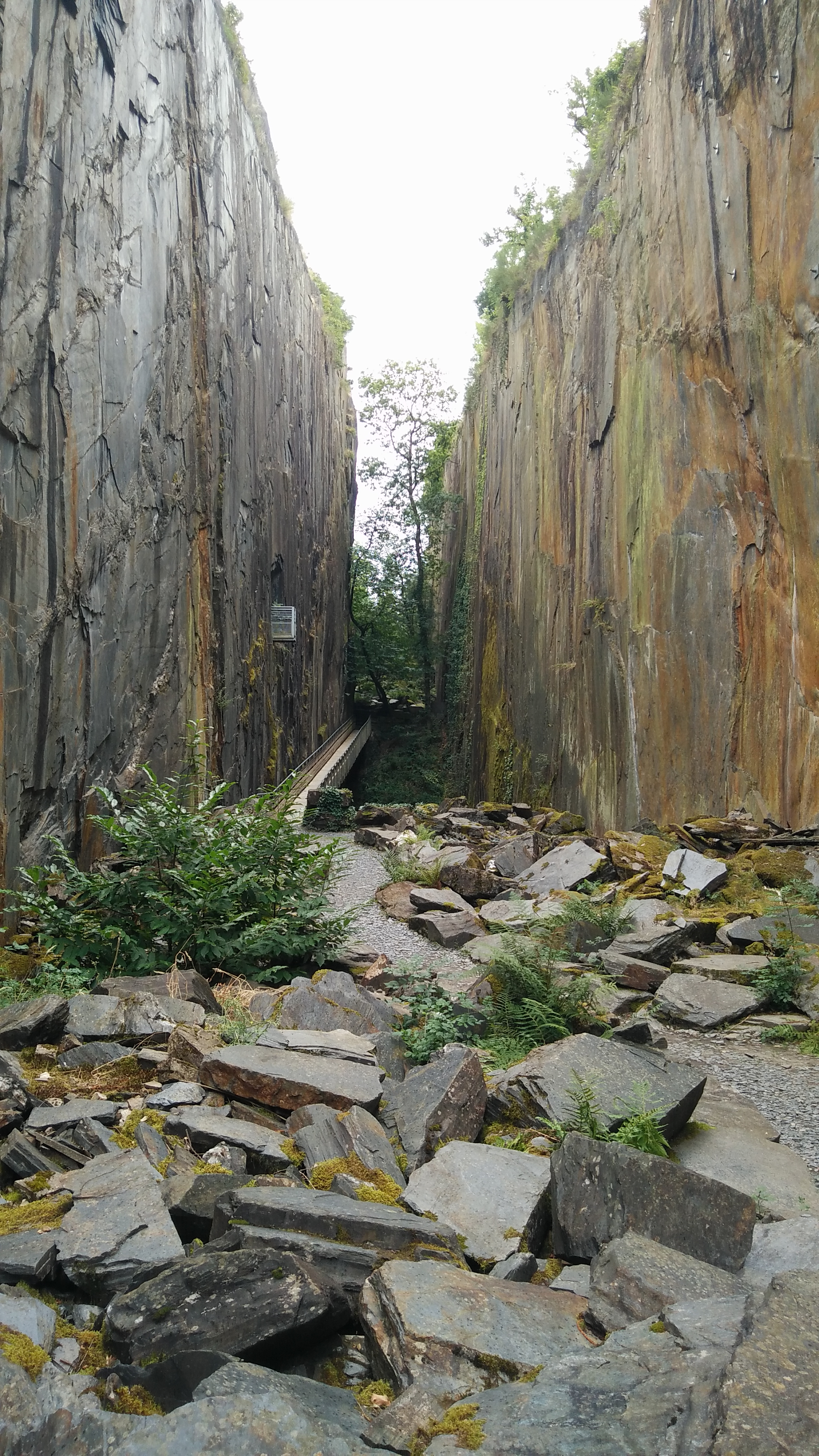
Der Thiviers-Sandstein in seiner Fazies Payzac-Quarzit bei Travassac in der Nähe von Donzenac.Schön zu erkennen die senkrecht stehende Schieferung.

Der Thiviers-Sandstein ist in großräumige Faltenzüge von zirka 5 Kilometer Wellenlänge eingebettet. Dieser recht weite Faltenbau ist seinerseits erneut eng- und steilstehend verfaltet, wobei die Wellenlänge des engen Faltenbaus nur noch 150 Meter beträgt. Parallel zu den OSO- bzw. SO-streichenden Faltenachsenebenen entstand eine regionale Schieferung. Durchgehende Scherbewegungen sind verantwortlich für die Faltenstrukturen im Thiviers-Sandstein, die somit als in die maximale Streckrichtung hineinrotierte Zugfalten in einer transpressiven, duktilen Scherzone interpretiert werden können. Der Schersinn ist aber nicht einheitlich. So ist er im nördlichen Aufschlussband linksseitig, weiter südwärts nach Durchqueren einer Mischzone jedoch rechtsseitig. Es wird angenommen, dass der rechtsseitige den linksseitigen Schersinn überprägt hat.
Die tektonischen Beanspruchungen hörten jedoch im Thiviers-Sandstein mit Ende der duktilen Verformungen nicht auf. Die Einheit wurde beispielsweise im spröden Bereich von zahlreichen kleineren, meist NO-SW-orientierten Seitenverschiebungen linksseitig versetzt, mit Versetzungsbeträgen um 500 Meter. Eine Ausnahme bildet die Dussac-Störung nördlich von Lanouaille mit einem linksseitigen Versetzungsbetrag von immerhin fast 6 Kilometer.

## Metamorphose
Der Thiviers-Sandstein wurde nicht nur gefaltet, sondern auch regionalmetamorph überprägt, wobei der Metamorphosegrad generell von Süden zu seiner Nordbegrenzung mit den Gneisdecken zunimmt. Herrschen im Süden noch epizonale Bedingungen mit Biotit und Chlorit, so werden im Norden mit Überschreiten des Almandin- und Staurolith-Isograds bereits mesozonale Verhältnisse angetroffen. Die Normalfazies liegt hier folglich als Payzac-Quarzit vor.

## Alter
Für den Thiviers-Sandstein besteht bisher noch keine absolute Altersangabe. Er ist aber zweifellos älter als der in ihn eingedrungene Saut-du-Saumon-Orthogneis, der von Bernard-Griffith und Kollegen (1977) auf ein unterordovizisches Alter von 477 ± 22 Millionen Jahren datiert worden war. Meist wird Mittel- bis Oberkambrium als Entstehungszeitraum des Thiviers-Sandsteins angenommen.
Die Regionalmetamorphose des Barrow-Typs erfolgte im Lauf des Oberdevons und war um 350 Millionen Jahren abgeschlossen. Der Estivaux-Granit dürfte hierbei eine anatektische Spätphase darstellen.
Die zeitliche Einordnung der tektonischen Bewegungen stützt sich auf Vergleiche mit lithologisch und strukturell ähnlichen Terrains im Armorikanischen Massiv (Chantonnay-Synklinorium in der Vendée) und im Rouergue. Im südlichen Armorikanischen Massiv erfolgten die rechtsseitigen Scherbewegungen im Namur und im Westphal (Serpukhovium bis Moskowium, vor 325 bis 305 Millionen Jahren). Analog hierzu darf somit auch für den Thiviers-Sandstein des Bas-Limousins (das als südliche Verlängerung der Vendée angesehen wird) ein mittel- bis spätkarbonisches Alter der Deformation angenommen werden. Dies wird ferner durch das vergleichbare Alter der synkinematischen Leukogranite im nördlichen und zentralen Limousin unterstützt.
Im Gegensatz hierzu stehen jedoch die mit der Argonmethode gewonnenen Altersangaben aus dem Tournaisium für das Intrusionsalter des Estivaux-Granits und für die mylonitischen Bewegungen am Saut-du-Saumon-Orthogneiss. Sie implizieren einen tektonischen Vorgang bereits im frühen Unterkarbon für das Südlimousin (Bretonische Phase) um 360 Millionen Jahre.